# Ammodytoides leptus
Ammodytoides leptus is een  straalvinnige vissensoort uit de familie van zandspieringen (Ammodytidae). De wetenschappelijke naam van de soort is voor het eerst geldig gepubliceerd in 2000 door Collette & Randall.